# Nilakanta Sharma
Nilakanta Sharma (2 de maio de 1995) é um jogador de hóquei sobre a grama indiano.

## Carreira
Nilakanta começou a jogar hóquei em 2003. Ele jogou na Posterior Hockey Academy Manipur até 2011, quando mudou para a Bhopal Hockey Academy. Também integrou a Seleção Indiana de Hóquei sobre a grama masculino nos Jogos Olímpicos de Verão de 2020 em Tóquio, quando conquistou a medalha de bronze após derrotar a equipe alemã por 5–4.